# Puerto Nare
Puerto Nare est une municipalité située dans le département d'Antioquia, en Colombie.